# CA Nueva Chicago
Club Atlético Nueva Chicago – argentyński klub piłkarski z siedzibą w dzielnicy Mataderos w granicach administracyjnych miasta Buenos Aires. Nazwa Nueva Chicago jest alternatywną nazwą dzielnicy Mataderos.
Klub rozgrywa swoje mecze na stadionie Estadio Nueva Chicago.

## Osiągnięcia
Mistrz drugiej ligi argentyńskiej (Primera B Nacional Argentina) (2): 1930, 1981

## Historia
W roku 2006 klub awansował do pierwszej ligi argentyńskiej. W sezonie 2005/06 wygrał w drugiej lidze turniej Clausura, alem walkę o mistrzostwo drugiej ligi przegrał Godoy Cruz Antonio Tomba. Konieczne było rozegranie baraży z CA Belgrano. U siebie Nuevo Chicago wygrało 3:1 i po remisie 3:3 na wyjeździe uzyskało awans.

## Skład na sezon 2010/11
| Nr | Poz. | Piłkarz           |
| -- | ---- | ----------------- |
| 1  | BR   | Agustín Gómez     |
| 2  | OB   | Ariel Coronel     |
| 3  | OB   | Luciano Precone   |
| 4  | PO   | Adrián Scifo      |
| 5  | OB   | Gonzalo Rocaniere |
| 6  | OB   | Darío Arias       |
| 7  | NA   | Pablo Ruiz        |
| 8  | PO   | Roberto Bochi     |
| 9  | NA   | Leonardo Carboni  |
| 10 | NA   | Damián Luna       |
| 11 | PO   | Agustín Domenez   |
| 12 | BR   | Daniel Monllor    |
| 13 | OB   | Marcelo Barreña   |
| 14 | OB   | Matías Escudero   |
| 15 | PO   | Rodrigo Pepe      |
| 16 | PO   | Leandro Cogrossi  |
| 17 | PO   | David Rodríguez   |
| 18 | NA   | Rubén Ferrer      |

| Nr | Poz. | Piłkarz            |
| -- | ---- | ------------------ |
| -  | BR   | Aldo Pineda        |
| -  | OB   | Mauro Brizuela     |
| -  | OB   | Juan Barreña       |
| -  | OB   | Leandro Testa      |
| -  | PO   | Jonathan Enríquez  |
| -  | PO   | Julio Serrano      |
| -  | PO   | Uriel Mazzaglia    |
| -  | NA   | Ezequiel Iribarren |
| -  | NA   | Leonardo Ramos     |
| -  | NA   | Pablo Cáceres      |